# Rasmus Wikström
Rasmus Wikström, född 18 mars 2001, är en svensk fotbollsspelare som spelar för IF Elfsborg.

## Karriär
Wikström började spela fotboll i Partille IF och som 13-åring gick han till IFK Göteborg. Både hans morbror Peter "Erra" Eriksson, hans morfar Per-Erik "Perra" Eriksson och hans farfar Bengt Wikström har tidigare spelat för IFK Göteborg.
Wikström debuterade i IFK Göteborgs A-lag den 11 juni 2018 i en 8-1-vinst över en Dalakombination i en vänskapsmatch på Åvallen i Nyhammar. I december 2018 skrev Wikström på ett treårskontrakt med A-laget. Wikström gjorde allsvensk debut den 13 juli 2019 i en 1-1-match mot Falkenbergs FF, där han blev inbytt på övertid mot Victor Wernersson. I matchen mot Falkenbergs FF den 12 augusti 2019 debuterade Wikström från start, men tvingades utgå redan efter 4 minuter med en allvarlig korsbandsskada.
I mars 2021 lånades Wikström ut till AFC Eskilstuna på ett låneavtal över hela säsongen. I juli 2021 värvades Wikström av danska Brøndby IF, där han skrev på ett fyraårskontrakt. Den 17 juni 2022 lånades Wikström ut till SønderjyskE på ett låneavtal över resten av säsongen.
I augusti 2023 värvades Wikström av Mjällby AIF, där han skrev på ett kontrakt fram över säsongen 2026.
Den 23 december 2024 värvades Wikström av IF Elfsborg, där han skrev på ett kontrakt som sträcker sig över 2029.